# Hubert Mütherich
Hubert Mütherich (* 12. November 1912 in Lippstadt; † 9. September 1941 bei Krasnoje Selo) war ein Offizier der deutschen Luftwaffe und Jagdflieger im Zweiten Weltkrieg.
Mütherich war Staffelkapitän der 5. Staffel des Jagdgeschwaders 54 „Grünherz“. Er schoss 43 feindliche Flugzeuge ab und wurde am 6. August 1941 mit dem Ritterkreuz des Eisernen Kreuzes ausgezeichnet.